# Prêmio Yamato de 2004
O Prêmio Yamato de 2004 foi a 2.ª edição da premiação que é considerada o Oscar da Dublagem Brasileira. O evento ocorreu no dia 10 de julho de 2004 durante o 2º Anime Friends.

## Novidades
As novidades deste ano foram:
- O evento passou a ser organizado por Odair Stefoni
- O evento ganhou um site oficial que entrou no ar dia 03 de abril de 2004.
- As categorias de Atriz Revelação e Ator Revelação foram excluídas. A organização entendeu que é complicado julgar "revelação" no meio da dublagem.
- Novas categorias foram incluídas (as chamadas categorias técnicas). Desta forma, neste ano foram 11 categorias: Melhor Atriz, Melhor Ator, Melhor Atriz Coadjuvante, Melhor Ator Coadjuvante, Melhor Trilha Sonora Adaptada (novo), Melhor Tradução (novo), Melhor Técnico de Som (novo), Melhor Mixagem (novo), Melhor Locução ou Narração (novo), Melhor Direção e Melhor Dublagem do Ano (novo).
- Diferentemente da primeira edição, neste ano não concorreram apenas desenhos de origem nipônica, mas qualquer desenho animado. Porém, existiram votações separadas para desenhos de origem ocidental (cartoons) e oriental (animê), cada uma tendo 3 finalistas para votação final do júri. Todas as produções devem ter estreado pela primeira vez ou nova temporada no ano de 2003.
- Diferente do ano anterior, também, dubladores paulistas e cariocas concorreram juntos ao prêmio.
- Cada dublador não pode concorrer dois anos seguidos pelo mesmo personagem e no ano em questão só pode concorrer por um personagem por categoria.

## Dados do Evento
- Fonte:InfanTV[2]
- Coordenação geral: André Miyazawa, Cintia Naoko Nishioka e Marcel R. Goto
- Coordenação de palco: Tainá Camilo
- Coordenador da premiação: Odair Stefoni
- Presidente do Júri: David Denis Lobão
- Apresentador: David Denis Lobão
- Pessoas que fizeram as indicações: 5
- Número de votantes do público: 11 mil votos em 45 dias
- Pessoas do júri final: 48
- Categorias: 11 (Saíram às categorias Atriz Revelação e Ator Revelação. Entraram as categorias de Melhor Tradução, Melhor Técnico(a) de Som, Melhor Mixagem, Melhor Trilha Sonora Adaptada e Melhor Narrador(a) ou Locutor(a))
- Quem concorria: Animações em geral exibidas no Brasil pela primeira vez ou em nova temporada no ano de 2003
- Número de indicados: 40 para categorias artísticas (Melhor Atriz, Ator, Atriz Coadjuvante e Ator Coadjuvante) e 20 para as demais categorias
- Número de finalistas: 67 (sendo 3 de Animações Japonesas e 3 de Animações Americanas - Ocorreu um empate na categoria de Melhor Atriz ficando 7 finalistas)
- Profissionais de dublagem presentes: 106
- Estúdios apoiando: 16
- Especial: 25 Dubladores falecidos (Entre eles, Marcelo Gastaldi (Chaves) e Renato Master (Mitsumasa Kido)
- Show: Larissa Tássi
- Público no momento da premiação: 5 mil pessoas
- Sorteados com um Home Theater: Gisa della Mare e Fábio Lucindo

### Os Jurados
| Coordenadores Yamato Comunicações e Eventos 1 - Edson H Yamazaki 2 - Rafael de Agostini 3 - Suzana Mayumi Sadatsune 4 - Anderson Abraços 5 - Daniel Martini 6 - Cíntia Naoko 7 - Karlos Kusunoki 8 - Alan Poltonierri 9 - Takashi Tikasawa 10 - Odair Stefoni 11 - David Denis Lobão Editora ZN 12- Tainá Camilo (Desenhista) 13- Walmir Achanjo (Desenhista) 14- Luciana Rodrigues (Desenhista) 15- Diogo Saito (Desenhista) T2 Estúdio 16- Takeshi Oyama (Designer) Portal OhaYO!/UOL 17- Mara Pontes (Editora) 18- Fernando (Redator) Escola de Mangá Areae 19- Fabrizio Yamai (Diretor) Juízes Convidados 20- Daniele Castro (Grupo Angel Sanctuary Brasil - SP) 21- Lumi Ozaki (Professora de Workshop no Kodanma - Brasília) | 22- Camila Borges (Jornalista - Anhembi-Morumbi - SP) 23- Túlipe Helena (Jornalista - Anhembi-Morumbi - SP) 24- Daniela Rispoli (Jornalista - Anhembi-Morumbi - SP) 25- Ana Paula Ohota (Estudante - Bragança Paulista) 26- Cláudio Zig (Estudante - São Paulo) 27- Thiago Henrique Mello (Estudante - Campinas) 28- Telma Regina Sugimoto (Modelo e Estilista - SP) 29- Mariama Monteiro (Modelo e Estilista - SP) 30- Sandra Akemi (Modelo e Estilista - SP) 31- Alvaro Brunch (Tsunami Comunicações e Eventos - Anima Weekend - SC) 32- Gabriel Azevedo (SSUnion Websites CDZ - SC) 33- Mauricio Somenzari (Animenokoe - SP) 34- Amarílis Uemura (Publicitária - SP) 35- Marilha Mazeo (Estudante - SP) 36- André Munhoz (Estudante - Santo André) 37- Mariana Munhoz (Estudante - Santo André) 38- Renata Martins (Estudante - Santo André) Site Anime Pró 39- Jair Marques Pessoa Jr. (Redator - SP) 40- Junior Fonseca (Editor - SP) 41- Paulo Lescaut (Redator - RJ) Grupo Neo Animation 42- Adriano Rodrigues da Silva 43- Anderson Gómez Alexandre 44- Fábio Ferreira de Lima 45- Leandro Noria Tuzuki 46- Marcelo Matsuda 47- Richard Barros 48- Rodrigo F. Martins |

## Lista de Indicados
- Legenda:Em itálico, as novas categorias

Fonte
| Categoria                            | Indicação                                   | Trabalho                         | Desenho/Anime                  | Estúdio                                                                                |
| ------------------------------------ | ------------------------------------------- | -------------------------------- | ------------------------------ | -------------------------------------------------------------------------------------- |
| Melhor Atriz                         | Ana Lúcia Granjeiro                         | "Chihiro Ogino"                  | A Viagem de Chihiro            | Estúdio Delart                                                                         |
| Melhor Atriz                         | Carmem Sheila                               | "Deedee"                         | Laboratório de Dexter          | Cinevídeo                                                                              |
| Melhor Atriz                         | Iara Riça                                   | "Florzinha"                      | As Meninas Super Poderosas     | Cinevídeo                                                                              |
| Melhor Atriz                         | Isabel de Sá                                | "Marin de Águia"                 | Os Cavaleiros do Zodíaco       | Álamo                                                                                  |
| Melhor Atriz                         | Letícia Quinto                              | "Rina Inverse"                   | Slayers                        | Dublavídeo                                                                             |
| Melhor Atriz                         | Miriam Ficher                               | "Vaca"                           | A Vaca e o Frango              | Cinevídeo                                                                              |
| Melhor Atriz                         | Sumara Louise                               | "Tempestade"                     | X-Men Evolution                | Wan Marcher                                                                            |
| Melhor Ator                          | Élcio Sodré                                 | "Shiryu de Dragão"               | Os Cavaleiros do Zodíaco       | Álamo                                                                                  |
| Melhor Ator                          | Fábio Lucindo                               | "Arnold"                         | Hey! Arnold                    | Álamo                                                                                  |
| Melhor Ator                          | Francisco Bretas                            | "Hyoga de Cisne"                 | Os Cavaleiros do Zodíaco       | Álamo                                                                                  |
| Melhor Ator                          | José Leonardo                               | "Coragem"                        | Coragem, o Cão Covarde         | Cinevídeo                                                                              |
| Melhor Ator                          | Marcelo Campos                              | "Trunks"                         | Dragon Ball GT                 | Álamo                                                                                  |
| Melhor Ator                          | Orlando Drummond                            | "Puro Osso"                      | As Aventuras de Billy e Mandy  | Delart                                                                                 |
| Melhor Atriz Coadjuvante             | Flávia Narciso                              | "Serenity"                       | Yu-Gi-Oh!                      | Parisi Vídeo                                                                           |
| Melhor Atriz Coadjuvante             | Geisa Vidal                                 | "Comandante"                     | Lilo e Stitch                  | Double Sound                                                                           |
| Melhor Atriz Coadjuvante             | Maíra Góes                                  | "Dori"                           | Procurando Nemo                | Double Sound                                                                           |
| Melhor Atriz Coadjuvante             | Patrícia Scalvi                             | "Charlotte"                      | Os Anjinhos                    | Álamo                                                                                  |
| Melhor Atriz Coadjuvante             | Priscila Concepcion                         | "Shippo"                         | InuYasha                       | Parisi Vídeo                                                                           |
| Melhor Atriz Coadjuvante             | Raquel Marinho                              | "Kagura"                         | InuYasha                       | Parisi Vídeo                                                                           |
| Melhor Ator Coadjuvante              | Alexandre Moreno                            | "Kaká"                           | Johnny Bravo                   | Cinevídeo                                                                              |
| Melhor Ator Coadjuvante              | Araken Saldanha                             | "Mestre Ancião - Dohko de Libra" | Os Cavaleiros do Zodíaco       | Álamo                                                                                  |
| Melhor Ator Coadjuvante              | Carlos Silveira                             | "Shaka de Virgem"                | Os Cavaleiros do Zodíaco       | Álamo                                                                                  |
| Melhor Ator Coadjuvante              | Isaac Bardavid                              | "Esqueleto"                      | He-Man (nova série)            | Não Divulgado                                                                          |
| Melhor Ator Coadjuvante              | Márcio Simões                               | "Hades"                          | Os Vilões da Disney            | Sigma                                                                                  |
| Melhor Ator Coadjuvante              | Silvio Giraldi                              | "Sesshoumaru"                    | InuYasha                       | Parisi Vídeo                                                                           |
| Melhor Narrador(a) ou Locutor(a)     | Jonas Mello                                 |                                  | "Os Cavaleiros do Zodíaco"     | Álamo                                                                                  |
| Melhor Narrador(a) ou Locutor(a)     | José Parisi Jr.                             |                                  | "Shaman King"                  | Parisi Vídeo                                                                           |
| Melhor Narrador(a) ou Locutor(a)     | Leonardo José                               |                                  | "X-Men Evolution"              | Wan Macher                                                                             |
| Melhor Narrador(a) ou Locutor(a)     | Luiz Feier Motta                            |                                  | "As Meninas Super Poderosas"   | Cinevídeo                                                                              |
| Melhor Narrador(a) ou Locutor(a)     | Pedro Luiz de Paulo                         |                                  | "Dragon Ball GT"               | DPN                                                                                    |
| Melhor Narrador(a) ou Locutor(a)     | Raul Schlosser                              |                                  | "As Tartarugas Mutantes Ninja" | Centauro                                                                               |
| Melhor Direção                       | Garcia Jr.                                  |                                  | "Lilo e Stitch"                | Double Sound                                                                           |
| Melhor Direção                       | Gilmara Sanches                             |                                  | "Kirby"                        | Centauro                                                                               |
| Melhor Direção                       | Lauro Fabiano                               |                                  | "A Viagem de Chihiro"          | Delart                                                                                 |
| Melhor Direção                       | Miriam Ficher                               |                                  | "Eu Sou o Máximo"              | Cinevídeo                                                                              |
| Melhor Direção                       | Sheila Dorfman                              |                                  | "X-Men Evolution"              | Wan Marcher                                                                            |
| Melhor Direção                       | Wendel Bezerra & Wellington Lima            |                                  | "Os Cavaleiros do Zodíaco"     | Álamo                                                                                  |
| Melhor Trilha-Sonora Adaptada        | Babiro                                      |                                  | "Dragon Ball GT"               | DPN                                                                                    |
| Melhor Trilha-Sonora Adaptada        | Dilma Machado                               |                                  | "Corrector Yui"                | Cinevídeo                                                                              |
| Melhor Trilha-Sonora Adaptada        | Fernando Janson & Sônia Santelmo            |                                  | "InuYasha"                     | Parisi Vídeo                                                                           |
| Melhor Trilha-Sonora Adaptada        | Maria Inês Moane (em nome do estúdio Álamo) |                                  | "Bob Esponja"                  | Álamo                                                                                  |
| Melhor Trilha-Sonora Adaptada        | Pavlos Euthymiou                            |                                  | "Os Vilões da Disney"          | Dublagem feita nos estúdios da Sigma, trilha sonora feita nos estúdios da Double Sound |
| Melhor Trilha-Sonora Adaptada        | Pavlos Euthymiou                            |                                  | "Tarzan - A Série"             | Double Sound                                                                           |
| Melhor Tradução                      |                                             |                                  |                                |                                                                                        |
| Daniela Soares                       |                                             | X-Men Evolution"                 | Wan Marcher                    |                                                                                        |
| Dilma Machado                        |                                             | "Corrector Yui"                  | Cinevídeo                      |                                                                                        |
| Fernando Janson                      |                                             | 'InuYasha"                       | Parisi Vídeo                   |                                                                                        |
| Garcia Jr.                           |                                             | "Procurando Nemo"                | Double Sound                   |                                                                                        |
| Lavinia Fernandes                    |                                             | "Johnny Bravo"                   | Cinevídeo                      |                                                                                        |
| Solange Barbosa                      |                                             | "A Viagem de Chihiro"            | Delart                         |                                                                                        |
| Melhor Técnico(a) de Som             |                                             |                                  |                                |                                                                                        |
| Adriano Servante da Silva            |                                             | "Slayers"                        | Dublavídeo                     |                                                                                        |
| André Luiz                           |                                             | "A Viagem de Chihiro"            | Delart                         |                                                                                        |
| Lucas Lobue                          |                                             | "Vampire Princess Miyu"          | Stúdio Gábia                   |                                                                                        |
| Marcelo Vidal                        |                                             | "Procurando Nemo"                | Double Sound                   |                                                                                        |
| Rafael Pissurno                      |                                             | "Star Wars - Guerras Clônicas"   | Cinevídeo                      |                                                                                        |
| Robson Luiz                          |                                             | "As Tartarugas Mutantes Ninja"   | Centauro                       |                                                                                        |
| Melhor Mixagem                       |                                             |                                  |                                |                                                                                        |
| André Luiz & Luiz Fausto             |                                             | "A Viagem de Chihiro"            | Delart                         |                                                                                        |
| Djalma Ferreira & Eduardo dos Santos |                                             | "Digimon 4"                      | Álamo                          |                                                                                        |
| Júlio Cézar H. Reis                  |                                             | "Star Wars - Guerras Clônicas"   | Cinevídeo                      |                                                                                        |
| Luis dos Santos                      |                                             | "Hora do Recreio"                | Sigma                          |                                                                                        |
| Paulo Rojério Rossane                |                                             | "Shaman King"                    | Parisi Vídeo                   |                                                                                        |
| Scott Weber                          |                                             | "Procurando Nemo"                | Double Sound                   |                                                                                        |
| Melhor Dublagem (Diretor Artístico)  |                                             |                                  |                                |                                                                                        |
| Garcia Jr.                           |                                             | "Lilo e Stitch"                  | Double Sound                   |                                                                                        |
| Garcia Jr.                           |                                             | "Procurando Nemo"                | Double Sound                   |                                                                                        |
| Jorge Vasconcellos                   |                                             | "Corrector Yui"                  | Cinevídeo                      |                                                                                        |
| Lauro Fabiano                        |                                             | "A Viagem de Chihiro"            | Delart                         |                                                                                        |
| Maria Inês Moane                     |                                             | "Bob Esponja"                    | Álamo                          |                                                                                        |
| Maria Inês Moane                     |                                             | "Os Cavaleiros do Zodíaco"       | Álamo                          |                                                                                        |

## Lista de Vencedores
- Fonte:[4]

| Ano  | Categoria                                                                                 | Vencedor                                                                                       |
| ---- | ----------------------------------------------------------------------------------------- | ---------------------------------------------------------------------------------------------- |
| 2004 | Melhor Dublagem                                                                           | Procurando Nemo (Delart)                                                                       |
| 2004 | Melhor Direção de Dublagem                                                                | A Viagem de Chihiro (Lauro Fabiano)                                                            |
| 2004 | Melhor Dublador de Protagonista                                                           | Francisco Brêtas (Hyoga de Cisne - Os Cavaleiros do Zodíaco)                                   |
| 2004 | Melhor Dubladora de protagonista                                                          | Miriam Ficher (Vaca - A Vaca e o Frango)                                                       |
| 2004 | Melhor Dublador de Coadjuvante                                                            | Alexandre Moreno (Kaká - Johnny Bravo)                                                         |
| 2004 | Melhor Dubladora de Coadjuvante                                                           | Maíra Góes (Dori - Procurando Nemo)                                                            |
| 2004 | Melhor Narrador (a) ou locutor (a)                                                        | Jonas Mello (Os Cavaleiros do Zodíaco) e Luiz Feier Motta (As Meninas Superpoderosas) / Empate |
| 2004 | Melhor Tradução (Tradutor ou Tradutora)                                                   | Procurando Nemo (Delart - Garcia Jr.)                                                          |
| 2004 | Melhor Mixagem (Mixadores)                                                                | Digimon 4 (Álamo - Djalma Ferreira e Eduardo dos Santos)                                       |
| 2004 | Melhor Captação de áudio (Técnicos de Som)                                                | Procurando Nemo (Delart - Marcelo Vidal)                                                       |
| 2004 | Melhor Trilha Sonora ou Canção Adaptada para o Português (Música – Tradutor / Interprete) | Corrector Yui (Cinevídeo - Dilma Machado)                                                      |

### Prêmios Especiais
- Troféu Noeli Santisteban - Hugo Leonardo (Comunidade “Versão Brasileira” no Orkut)
- Troféu Anime Dreams - Fernando Janson
- Troféu Anime Friends - O Mundo de Beakman (Álamo / Dublavídeo)